# Haytham bin Tariq Al Sa'id
Haytham bin Ṭāriq bin Taymūr Āl Saʿīd (in arabo  هيثم بن طارق ﺑﻦ ﺗﻴﻤﻮﺭ آل سعيد‎?; Mascate, 13 ottobre 1954) è l'attuale sultano dell'Oman.
L'11 gennaio 2020 è stato indicato come successore di suo cugino Qābūs. In precedenza aveva ricoperto l'incarico di Ministro del Patrimonio e della Cultura dell'Oman.

## Biografia
Membro della famiglia reale omanita dell'Al Bu Sa'idi, si è laureato nel 1979 al Foreign Service Program (FSP) dell'Università di Oxford.
È stato il primo presidente della Federazione calcistica dell'Oman nei primi anni '80 ed è egli stesso descritto come un grande appassionato di sport.
Ha ricoperto l'incarico di Sottosegretario al Ministero degli Affari Esteri per gli Affari Politici dal 1986 al 1994, ed è stato successivamente nominato Segretario Generale per il Ministero degli Affari Esteri (1994-2002), diventando anche ministro del Patrimonio e della Cultura a metà degli anni '90.
È presidente del comitato per la visione futura "Oman 2040", oltre ad essere presidente onorario dell'Associazione per i disabili dell'Oman.
Dopo la morte del cugino (ed ex cognato) Qābūs, avvenuta il 10 gennaio 2020, Haytham bin Ṭāriq gli è succeduto come sultano dell'Oman, confermandone la linea politica, caratterizzata dalla non ingerenza del governo rispetto agli affari interni degli stati confinanti.

## Albero genealogico
|                                          |                         |                                     | Genitori                                 |  |  | Nonni |  |  | Bisnonni                |  |  | Trisnonni             |  |
|                                          |                         |                                     |                                          |  |  |       |  |  | Sayyid Faysal bin Turki |  |  | Sayyid Turki bin Said |  |
|                                          |                         |                                     |                                          |  |  |       |  |  | Sayyid Faysal bin Turki |  |  | Sayyid Turki bin Said |  |
|                                          |                         | una dama suri                       |                                          |  |  |       |  |  | Sayyid Faysal bin Turki |  |  |                       |  |
| Sayyid Taymūr bin Fayṣal                 |                         |                                     |                                          |  |  |       |  |  | Sayyid Faysal bin Turki |  |  |                       |  |
|                                          |                         | Sayyida Aliya bint Thuwaini Al Said | Sayyid Thuwaini bin Said                 |  |  |       |  |  |                         |  |  |                       |  |
|                                          |                         | Sayyida Aliya bint Thuwaini Al Said | Sayyid Thuwaini bin Said                 |  |  |       |  |  |                         |  |  |                       |  |
|                                          |                         | Sayyida Aliya bint Thuwaini Al Said | Sayyida Ghaliya bint Salim Al-Busaidiyah |  |  |       |  |  |                         |  |  |                       |  |
| Sayyid Tariq bin Taymur                  |                         | Sayyida Aliya bint Thuwaini Al Said |                                          |  |  |       |  |  |                         |  |  |                       |  |
|                                          |                         | …                                   | …                                        |  |  |       |  |  |                         |  |  |                       |  |
|                                          |                         | …                                   | …                                        |  |  |       |  |  |                         |  |  |                       |  |
|                                          |                         | …                                   | …                                        |  |  |       |  |  |                         |  |  |                       |  |
| Kamila Khanum                            |                         | …                                   |                                          |  |  |       |  |  |                         |  |  |                       |  |
|                                          |                         | …                                   | …                                        |  |  |       |  |  |                         |  |  |                       |  |
|                                          |                         | …                                   | …                                        |  |  |       |  |  |                         |  |  |                       |  |
|                                          |                         | …                                   | …                                        |  |  |       |  |  |                         |  |  |                       |  |
| Haitham bin Tariq                        |                         | …                                   |                                          |  |  |       |  |  |                         |  |  |                       |  |
|                                          | Sayyid Ahmad Al-Busaidi | Sayyid N. Al-Busaidi                |                                          |  |  |       |  |  |                         |  |  |                       |  |
|                                          | Sayyid Ahmad Al-Busaidi | Sayyid N. Al-Busaidi                |                                          |  |  |       |  |  |                         |  |  |                       |  |
|                                          | Sayyid Ahmad Al-Busaidi | …                                   |                                          |  |  |       |  |  |                         |  |  |                       |  |
| Sayyid Hamud bin Ahmad Al-Busaidi        | Sayyid Ahmad Al-Busaidi |                                     |                                          |  |  |       |  |  |                         |  |  |                       |  |
|                                          |                         | …                                   | …                                        |  |  |       |  |  |                         |  |  |                       |  |
|                                          |                         | …                                   | …                                        |  |  |       |  |  |                         |  |  |                       |  |
|                                          |                         | …                                   | …                                        |  |  |       |  |  |                         |  |  |                       |  |
| Sayyida Shawana bint Hamud Al-Busaidiyah |                         | …                                   |                                          |  |  |       |  |  |                         |  |  |                       |  |
|                                          |                         | …                                   | …                                        |  |  |       |  |  |                         |  |  |                       |  |
|                                          |                         | …                                   | …                                        |  |  |       |  |  |                         |  |  |                       |  |
|                                          |                         | …                                   | …                                        |  |  |       |  |  |                         |  |  |                       |  |
| …                                        |                         | …                                   |                                          |  |  |       |  |  |                         |  |  |                       |  |
|                                          |                         | …                                   | …                                        |  |  |       |  |  |                         |  |  |                       |  |
|                                          |                         | …                                   | …                                        |  |  |       |  |  |                         |  |  |                       |  |
|                                          |                         | …                                   | …                                        |  |  |       |  |  |                         |  |  |                       |  |
|                                          |                         | …                                   |                                          |  |  |       |  |  |                         |  |  |                       |  |